# Баттерси (мост)

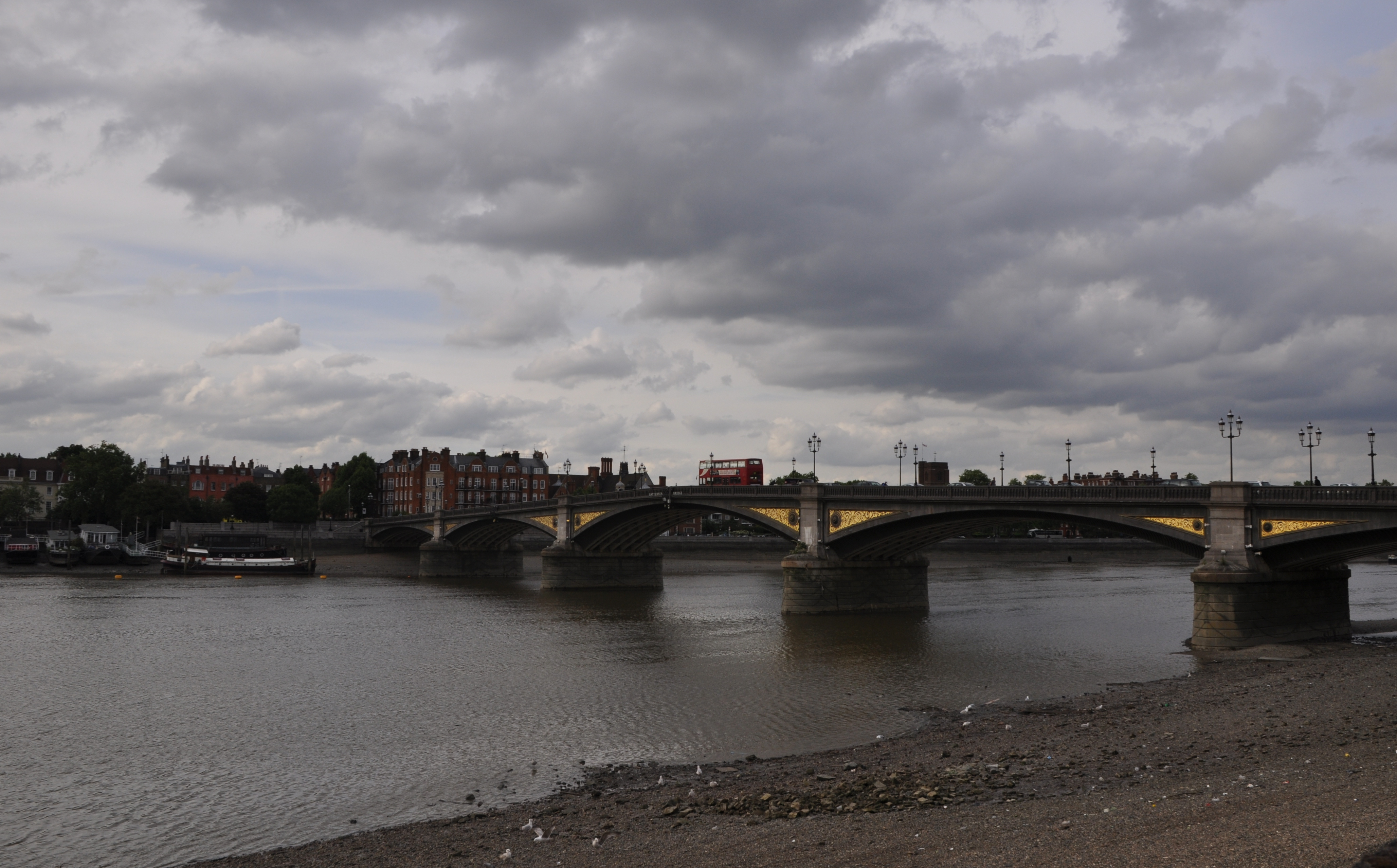

Мост Баттерси — пятипролетный арочный мост с чугунными балками и гранитными опорами, пересекающий реку Темзу в Лондоне. Он расположен на крутом изгибе реки и соединяет Баттерси к югу от реки с Челси на севере. Мост заменил паромную переправу, которая работала рядом с этим местом по крайней мере с середины 16 века. Первый мост Баттерси был платным мостом, построенным по заказу Джона Спенсера, который недавно получил права на управление паромом. Хотя планировался каменный мост, трудности с привлечением инвестиций привели к тому, что вместо него был построен более дешёвый деревянный мост. Спроектированный Генри Холландом, он был первоначально открыт для пешеходов в ноябре 1771 года и для движения транспортных средств в 1772 году. Ввиду ненадлежащего проектирования мост был опасен как для его пользователей, так и для проходящих под ним судов; в него часто врезались лодки. Чтобы уменьшить опасность для судоходства, были сняты два пирса, а секции моста над ними укреплены железными балками.
Хотя этот мост был опасен и непопулярен, он был последним сохранившимся деревянным мостом на Темзе в Лондоне и был предметом картин многих известных художников, таких как Дж. М. У. Тернер, Джон Селл Котман и Джеймс Макнил Уистлер, в том числе «Ноктюрн Уистлера: Синий и золотой». Старый мост Баттерси и его скандальный «Ноктюрн в чёрном и золотом» — «Падающая ракета».
В 1879 году мост был передан в государственную собственность, а в 1885 году снесен и заменен существующим мостом, спроектированным сэром Джозефом Базалгеттом и построенным компанией John Mowlem & Co. Самый узкий из сохранившихся автомобильных мостов через Темзу в Лондоне, это один из наименее загруженных мостов через Темзу в Лондоне. Расположение на излучине реки делает мост опасным для судоходства, и его много раз закрывали из-за столкновений.

## Старый мост Баттерси

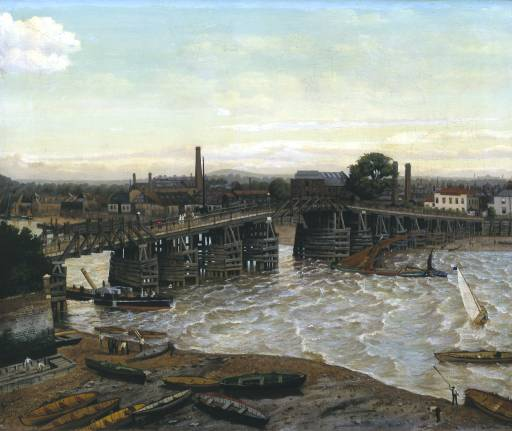
Старый мост Баттерси

Спенсер подсчитал, что собранных денег будет достаточно для финансирования скромного деревянного моста, и проект был заказан начинающему архитектору Генри Холланду. Мост был построен по проекту Холланда Джоном Филлипсом, чей дядя Томас Филлипс построил мост в Патни в 1729 году. Мост был открыт для пешеходов в ноябре 1771 года, когда он ещё не завершен. В 1772 году было добавлено покрытие из мела и гравия, и мост был открыт для движения транспортных средств. Плата за проезд взималась по скользящей шкале: от 1 ⁄ 2 пенсов для пешеходов до 1 шиллинга для транспортных средств, запряженных четырьмя и более лошадьми. Мост никогда не имел официального названия и упоминался на картах того периода как «Мост Баттерси», так и «Мост Челси».
Джон, граф Спенсер, построил первый мост Баттерси.
Мост не имел коммерческого успеха. Его длина составляла 734 фута (224 м), а ширина — всего 24 фута (7,3 м), что делало его непрактичным для использования на более крупных транспортных средствах. Конструкция Холланда состояла из девятнадцати отдельных узких пролетов, самый широкий из которых составлял всего 32 фута (9,8 м) в ширину, и лодкам было трудно перемещаться под мостом; произошло несколько несчастных случаев, в том числе с серьёзными травмами и гибелью людей. Неоднократно протараниваемый проходящим судном, мост требовал частого дорогостоящего ремонта, а дивиденды, выплачиваемые инвесторам, были низкими. Во время особенно холодной зимы 1795 года мост был сильно поврежден льдом, что потребовало длительной и дорогостоящей реконструкции, и в течение следующих трех лет дивиденды вообще не выплачивались. В парламенте были выражены опасения по поводу надежности моста, и компания Battersea Bridge Company была обязана обеспечить паромное сообщение по той же ставке, что и плата за проезд по мосту, в случае закрытия моста на ремонт.
Чтобы улучшить плохие показатели безопасности моста для его клиентов, в 1799 году на настил были добавлены масляные лампы, что сделало мост Баттерси первым освещенным мостом через Темзу. Между 1821 и 1824 годами хлипкие деревянные заборы по краям моста, которые часто ломались, были заменены прочными железными 4-футовыми (1,2 м) перилами, а в 1824 году масляные лампы были сами заменили газовое освещение. В 1873 году, чтобы улучшить навигацию по мосту и уменьшить количество несчастных случаев, две опоры были удалены, что сделало самый широкий пролёт более удобным для навигации 77 футов (23 м), а настил моста был усилен железными балками, чтобы компенсировать недостающие пирсы.

### Конкуренция и споры с Vauxhall Bridge
В 1806 году Ральф Додд предложил план открытия южного берега Темзы напротив Вестминстера и Лондона для застройки путем строительства новой главной дороги от Гайд-парка Корнера до Кеннингтона и Гринвича, пересекающей реку в Воксхолле, примерно на полпути между Баттерси. Мост и Вестминстерский мост. Компания Battersea Bridge была обеспокоена потенциальной потерей клиентов и обратилась в парламент с петицией против этой схемы, заявив, что «[Додд] является известным авантюристом и спекулистом, а также проектировщиком многочисленных предприятий в больших масштабах, если не все из которых потерпели неудачу», и законопроект был отклонен. Однако в 1809 году в парламент был представлен новый законопроект о мосте в Воксхолле, на этот раз обязывающий операторов нового моста компенсировать компании Battersea Bridge любые убытки, и компания разрешила ему пройти и приняла компенсацию. Закон обязывал компанию Vauxhall Bridge возместить компании Battersea Bridge любую потерю дохода, вызванную новым мостом.
После многих задержек и неудач новый мост в Воксхолле (первоначально названный Риджент-Бридж в честь Джорджа, принца-регента, но вскоре после этого переименованный в Воксхолл-Бридж) открылся 4 июня 1816. Однако компания Vauxhall Bridge не выплатила согласованную компенсацию. В Battersea Bridge Company и предстали перед судом. После судебного спора, длившегося пять лет, было вынесено решение в пользу компании Battersea Bridge Company, при этом компания Vauxhall Bridge Company была обязана выплатить компенсацию в размере 8 234 фунтов стерлингов (около 718 000 фунтов стерлингов в 2022 году).

### Старый мост Баттерси в искусстве

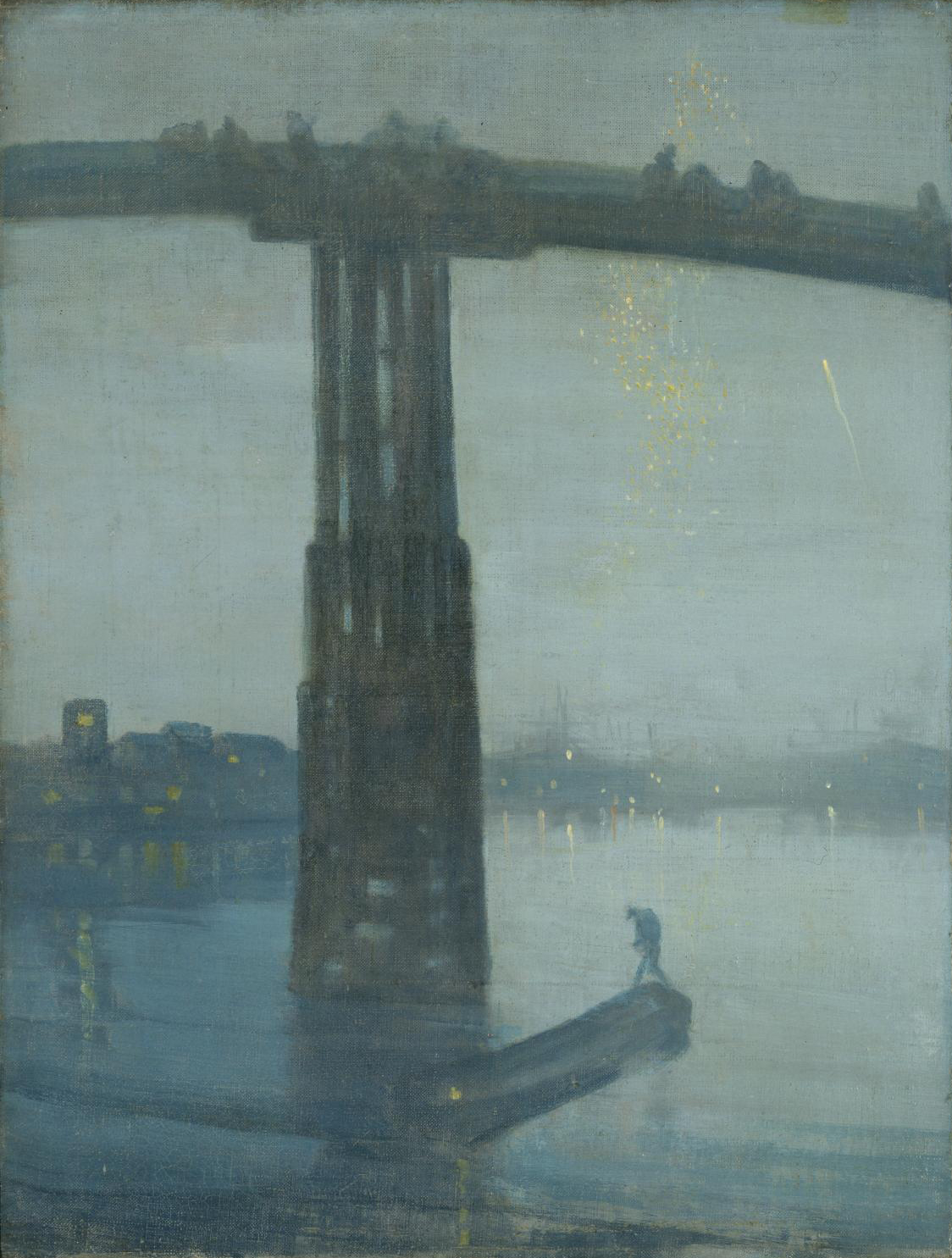

Хотя мост был неудобен для пользователей и хлипко построен, как последний уцелевший деревянный мост через Темзу в районе Лондона, он считался важной достопримечательностью и привлекал к нему многих ведущих художников того периода. Камиль Писсарро, Дж. М. У. Тернер , Джон Селл Котман и Джон Аткинсон Гримшоу создали значительные картины моста. Уолтер Гривз, чья семья владела эллингом, примыкающим к мосту, и чей отец был лодочником Тернера, нарисовал многочисленные сцены моста. Местный житель и наставник Гривза Джеймс Макнил Уистлер создал множество его изображений, в том числе влиятельный вдохновленный Хокусаем Ноктюрн : синий и золотой — Старый мост Баттерси (нарисованный около 1872—1875 гг.), В котором размеры моста намеренно искажены и Старая церковь Челси и недавно построенный мост Альберта видны сквозь стилизованный лондонский туман .

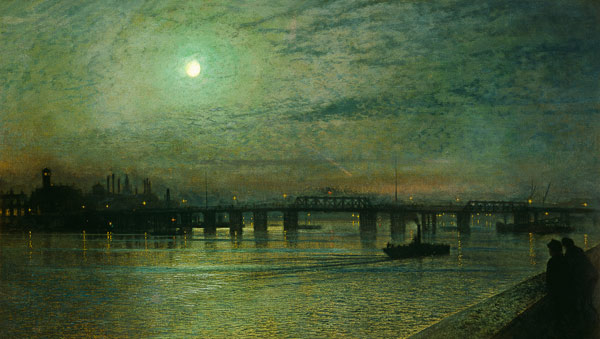
Джон Аткинсон Гримшоу : Мост Баттерси

Мост Баттерси , Джон Аткинсон Гримшоу (1885)
Серия " Ноктюрн « Уистлера приобрела известность в 1877 году, когда влиятельный критик Джон Раскин посетил выставку этой серии в галерее Гросвенор . Он написал о картине „ Ноктюрн в чёрном и золотом — Падающая ракета“, что Уистлер „просил двести гиней за то, что бросил банку с краской в лицо публике“. подал в суд за клевету , дело дошло до судов в 1878 году. мост?»; Дело закончилось тем, что Уистлеру была присуждена символическая компенсация в размере одного фартинга .
В 1905 году «Ноктюрн: синий и золотой» стал первым значительным приобретением недавно созданного Национального фонда художественных коллекций и сейчас находится в галерее Тейт Британия.

### Поглощение и государственная собственность
Более современный и удобный конкурирующий мост открылся поблизости на мосту Челси в 1858 году, и использование моста Баттерси резко сократилось. К этому времени у общественности возникли серьёзные опасения по поводу безопасности моста после инцидента 1844 года, когда женщина была убита на мосту на глазах у одного из сборщиков пошлин, который не вмешался, потому что обе стороны оплатили проезд.
Новый мост Альберта открылся в 1873 году, менее чем в 500 ярдах (460 м) от моста Баттерси. Помня о влиянии нового моста на финансовую жизнеспособность старого моста, парламентский акт 1864 года, разрешающий строительство моста Альберта, вынудил компанию Albert Bridge приобрести мост Баттерси во время открытия нового моста и выплатить компенсацию владельцам моста. Мост Баттерси с 3000 фунтов стерлингов (около 302000 фунтов стерлингов в 2022 году) в год до открытия нового моста, и поэтому мост Баттерси был полностью куплен компанией Albert Bridge Company в 1873 году. К этому времени мост находился в крайне плачевном состоянии, и местные жители неоднократно призывали его снести. В качестве временной меры архитектор моста Альберта Роуленд Мейсон Ордиш укрепил фундамент моста бетоном, в то время как споры о его будущем продолжались.
В 1877 году был принят Закон о платных мостах Метрополиса, который позволил Столичному совету работ купить все лондонские мосты между мостами Хаммерсмит и Ватерлоо и освободить их от платы за проезд, а в 1879 году Совет работ купил мосты Альберта и Баттерси за определённую сумму. общая стоимость составила 170 000 фунтов стерлингов (около 17 672 000 фунтов стерлингов в 2022 году), и плата за проезд с обоих мостов была снята.
Проверки, проведенные главным инженером Столичного совета работ сэром Джозефом Базалгеттом после покупки, показали, что мост Баттерси находится в таком плохом состоянии, что его нельзя было безопасно отремонтировать. В 1883 году он был ограничен только пешеходным движением, а в 1885 году он был снесен, чтобы освободить место для нового моста, спроектированного Базальгетт.

## Новый мост Баттерси

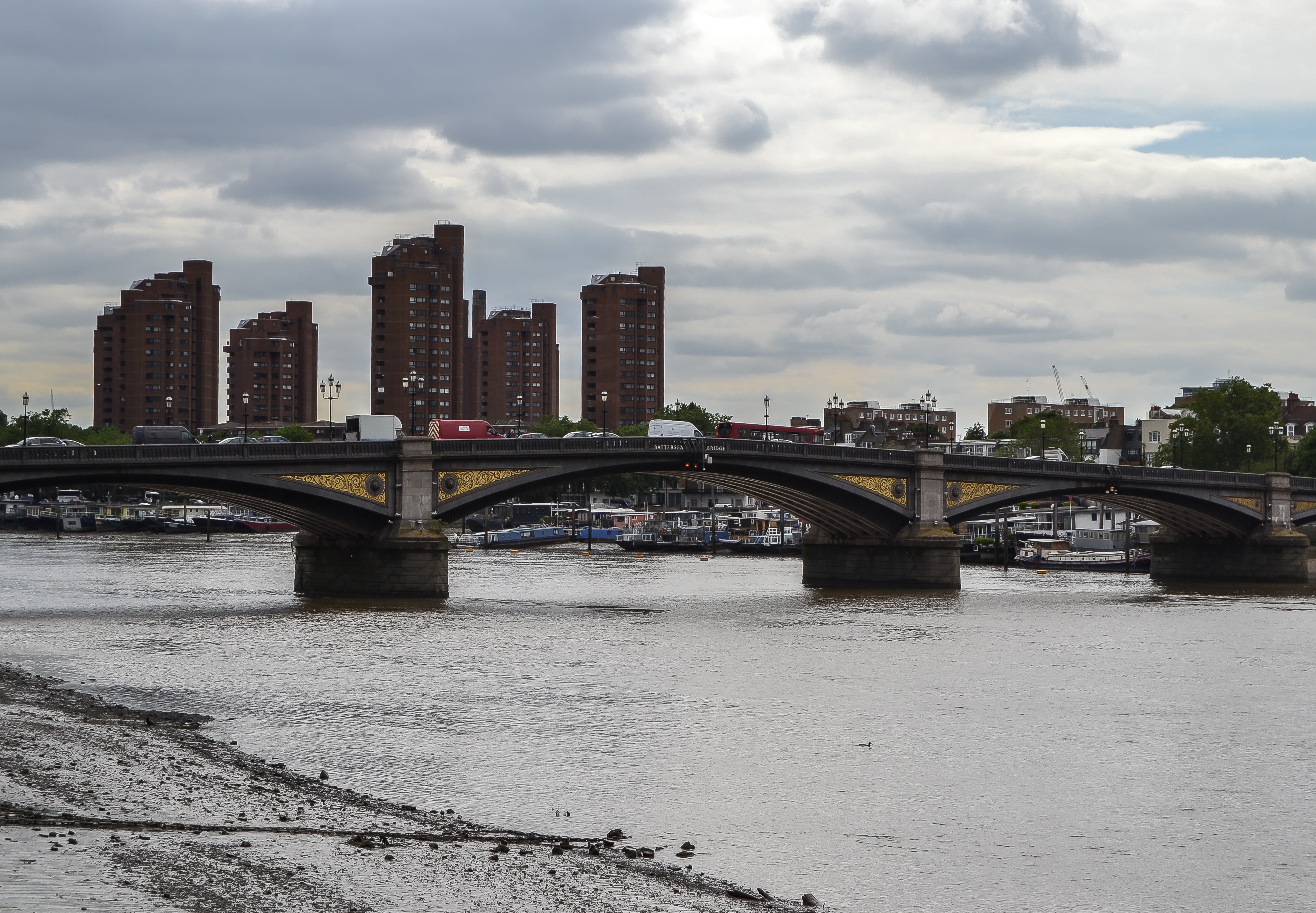
Новый мост Баттерси

Контракт на строительство нового моста был заключен с компанией John Mowlem & Co, и в июне 1887 года герцог Кларенс заложил церемониальный камень в фундамент южной опоры, и строительные работы начались. Дизайн Bazalgette включал пять арок с чугунными решетками на гранитных опорах, которые, в свою очередь, покоятся на бетонных основаниях. Сама проезжая часть имеет ширину 24 фута (7,3 м), а пешеходные дорожки шириной 8 футов (2,4 м) имеют консольные по обе стороны от моста, что дает мосту общую ширину 40 футов (12 м). Балюстрада представляет собой характерный мавританскийрешетка в стиле. Строительными работами руководил сын Базальгетт Эдвард, и их общая стоимость составила 143 000 фунтов стерлингов (около 16 090 000 фунтов стерлингов в 2022 году).
21 июля 1890 года мост был официально открыт будущим премьер-министром лордом Роузбери, в то время председателем только что сформированного Совета графства Лондона . В отличие от своего предшественника, новый мост получил официальное название Battersea Bridge. Хотя дорога была узкой, по ней с самого начала ходили трамваи. Первоначально они были запряжены лошадьми, но с 22 июня 1911 года были введены электрические трамваи Лондонского совета графства Tramways.

### Столкновения
Хотя пять пролетов нынешнего моста намного шире, чем девятнадцать пролетов оригинального моста, расположение моста Баттерси на крутом изгибе реки по-прежнему представляет опасность для судоходства. В 1948 году теплоход " Дельта " застрял под мостом, а его капитан Хендрикус Оостринг получил переломы рук и нуждался в спасении из разбитой рулевой рубки. 23 марта 1950 года угольщик Джон Хопкинсон столкнулся с центральной опорой, что привело к серьёзным структурным повреждениям, в результате чего трамвайные пути остались единственным элементом, скрепляющим мост. Совет лондонского графства был обеспокоен тем, что вся конструкция рухнет, и закрыл мост до января 1951 года. Трамвайное движение в этом районе было остановлено 30 сентября 1950 года, поэтому, когда мост был вновь открыт, трамвайные пути были подняты. Ещё один серьёзный инцидент произошел 21 сентября 2005 года, когда 200- тонная баржа " Джеймс Прайор " столкнулась с мостом, что привело к серьёзным структурным повреждениям, стоимость ремонта которых составила более 500 000 фунтов стерлингов. Мост был закрыт для всех транспортных средств, кроме автобусов, в то время как ремонтные работы проводились, вызывая серьёзные заторы на дорогах; в конце концов он вновь открылся 16 января 2006 г. Брайан Кинг, хозяин Джеймса Прайора, был официально освобожден от судоходства без должной осторожности и внимания в 2008 году, когда судья по делу повредил спину и не смог продолжить, а прокуратура решила не представлять дело повторно.

### Реставрация
Имея ширину всего 40 футов (12 м), мост Базальгетт в настоящее время является самым узким из сохранившихся автомобильных мостов Лондона через Темзу, а в 2004 году был пятым наименее используемым мостом через Темзу в Лондоне. В 1983 году мост был внесен в список памятников архитектуры II степени, защищая его характер от дальнейших изменений, а в 1992 году компания English Heritage курировала проект по реконструкции моста, который в течение нескольких лет был окрашен в синий и красный цвета.
Были проанализированы образцы краски и сверены с фотографиями с момента открытия, и мосту был возвращен его первоначальный вид. Основная часть моста была окрашена в темно-зеленый цвет, перемычки украшены позолотой. Фонарные штандарты, снятые во время Второй мировой войны, были заменены копиями, скопированными с уцелевших столбов на концах моста. Статуя Джеймса Макнила Уистлера работы Николаса Димблби была установлена на северном конце моста в 2005 году.

### Кит реки Темзы
Вскоре после повторного открытия после столкновения с Джеймсом Прайором мост ненадолго приобрел национальную известность 20 января 2006 года, когда 19-футовая (5,8 м) самка афалины оказалась на мели у моста Баттерси. Была организована спасательная операция, и к мосту стекались большие толпы людей. Кит был успешно перевезен на баржу, но умер при транспортировке обратно в море для освобождения. Через год после гибели кита его скелет был выставлен на всеобщее обозрение в редакции газеты The Guardian. Сегодня он находится в Музее естественной истории.